# آناگاریکا گوویندا
آناگاریکا گوویندا (انگلیسی: Anagarika Govinda; ۱۷ مهٔ ۱۸۹۸ – ۱۴ ژانویهٔ ۱۹۸۵) نویسنده و بنیانگذار فرقه آریا مایتریا ماندالا اهل آلمان بود.